# Fernanda Castillo
María Fernanda Castillo García  (Mexikóváros, Mexikó, 1982. március 24. –) mexikói színésznő.

## Élete és pályafutása
1982. március 24-én született Mexikóvárosban. 2000 és 2003 között a Center of Artistic Education of Televisában (CEA) tanult.
2000-ben kapta meg első szerepét a Mi destino eres tú című drámában, melyben együtt játszhatott Luceróval. 2002-ben a Las vías del amorban, azaz a Szerelem ösvényeiben Mónica szerepét alakította. A sorozatban olyan színészekkel játszhatott együtt, mint Aracely Arámbula vagy Daniela Romo.
2002-től egészen 2005-ig játszott a Mujer, casos de la vida real című sorozatban. 2003-ban a Clap!... El lugar de tus sueños című sorozatban szerepelt, melyben Camila karakterét személyesítette meg a képernyőn.
2006-ban a Lety a csúnya lányban Mónicát alakította. 2007-ben a Destilando Amorban Daniela Montalvo szerepét kapta meg. Még a 2007-es évben megkapta Karina szerepét a Corazón marchito című vígjátékban, melyet 2007 februárjában mutattak be Mexikóban. Ebben a mozifilmben Fernanda az egyik főszerepet alakította.
2010-ben feltűnt a Mujeres Asesinas 3 egyik epizódjában, mely az Eliana, Cuñada címet viselte, Fernanda itt Joana karakterét keltette életre.
2010-2011-ben forgatott Teresában Luisa de la Barrera Azuela karakterét kapta meg. A sorozatot hazánban is vetítik. 2011-ben a Como dice el dicho című telenovellában kapott szerepet. 2012-ben az Amor bravío című sorozatban játszotta Viviana del Valle szerepét.

## Filmográfia
- 2000: Mi destino eres tú
- 2001: Navidad sin fin
- 2002: A szerelem ösvényei - Mónica Loyola
- 2003: Clap!... El lugar de tus sueños - Camila
- 2002: 2005-Mujer, casos de la vida real
- 2006: Lety, a csúnya lány -  Mónica
- 2007: Szerelempárlat - Daniela  Montalvo Santos
- 2009: La tarda - Önmaga
- 2009: A escena - Önmaga
- 2010: Mujeres Asesinas 3 - Joana
- 2010-2011: Teresa -Luisa de la Barrera Azuela
- 2012: A szív parancsa - Viviana del Valle
- 2013: El Señor de los Cielos - Mónica Robles / Dolores "Doña Lola"